# Великий Оток
Великий Оток (словен. Veliki Otok) — поселення в общині Постойна, Регіон Нотрансько-крашка, Словенія. Висота над рівнем моря: 539,8 м.